# 安诺斯·福格·拉斯穆森
安诺斯·福格·拉斯穆森（丹麥語：Anders Fogh Rasmussen，發音：[ˈɑnɐs ˈfɔwˀ ˈʁɑsmusn̩] ⓘ；1953年1月26日—）是丹麦的政治家，曾任丹麦首相、丹麥自由黨黨魁及北大西洋公约组织秘书长等职务。

## 生平
拉斯穆森毕业于丹麦奥胡斯大学，获经济学科学硕士学位。

## 政治生涯
1978年首次当选丹麥国会议员，1985年当选为自由党副主席，1987年－1992年任税务大臣。1990年12月-1993年1月任经济和税务大臣。
1998年3月15日当选自由党主席，成為黨主席後把自由黨轉向右翼，並與其他政黨組成中間偏右聯盟。2001年11月27日，由丹麥社會民主黨組成的中間偏左聯合政府在大选中失利，社會民主黨更失去77年來的第一大黨地位。拉斯穆森其後宣布成立由他出任首相，自由黨及保守人民黨組成的中間偏右少数派联合政府，並獲右派民粹主義的丹麥人民党支持信任動議。2005年及2007年領導中間偏右聯盟成功連任。
在2009年4月4日召开的北约斯特拉斯堡会议上，拉斯穆森被任命为第12任北大西洋公约组织秘书长，从8月1日起接替离职的夏侯雅伯出任北约秘书长。於2014年10月卸任。
2017年12月創辦民主聯盟基金會。

## 姓氏
雖然拉斯穆森與前任波爾·尼魯普·拉斯穆森和繼任人拉爾斯·勒克·拉斯穆森的姓氏相同，但他與二人並無親屬關係。拉斯穆森是丹麥第九常見的姓氏。

## 荣誉

### 丹麦勋章奖章
- 丹麦国旗指挥官勋章（2001年4月7日[4]）
- 丹麦国旗一等指挥官勋章（2002年[4]）
- 金质功绩奖章（2002年12月17日[4]）
- 丹麦国旗大十字勋章（2009年4月7日[4]）

### 外国勋章奖章
- 功绩大十字勋章（葡萄牙語：Ordem do Mérito）（葡萄牙，1992年10月12日公布[5]）
- 一等圣母玛利亚之地十字勋章（英语：Order of the Cross of Terra Mariana）（爱沙尼亚，2009年2月4日批准，2009年3月24日颁发[6]）
- 圣米迦勒及圣乔治爵级司令勋章（英国，2015年颁发[7]）